# Pavol Masaryk
Pour les articles homonymes, voir Masaryk.
Pavol Masaryk (né le 11 février 1980 à Radimov en Tchécoslovaquie) est un footballeur slovaque.

## Biographie
Il a notamment évolué en Slovaquie dans les clubs du TJ Holíč, du MFK Myjava et du FC Spartak Trnava.
En 2006-2007, il finira 3e meilleur buteur de la Corgoň Liga, puis enfin meilleur buteur de la ligue en 2008-2009.
En 2010, il part à l'étranger tenter sa chance dans le club chypriote de l'AEL Limassol après 5 ans passés chez le géant slovaque du ŠK Slovan Bratislava.

## Palmarès
- Championnat de Slovaquie (1):
  - 2009
- Meilleur buteur du championnat de Slovaquie (2):
  - 2009 et 2012